# قلعة المرازيق
قرية قلعة المرازيق هي إحدى القرى التابعة لمركز البدرشين في محافظة الجيزة في جمهورية مصر العربية. حسب إحصاءات سنة 2006، بلغ إجمالي السكان في قلعة المرازيق 2884 نسمة، منهم 1508 رجل و1376 امرأة.